# Phúc Ninh, Yên Sơn
Phúc Ninh là một xã cũ thuộc huyện Yên Sơn, tỉnh Tuyên Quang, Việt Nam.
Xã có diện tích 33,12 km², dân số năm 1999 là 4536 người, mật độ dân số đạt 137 người/km².

## Lịch sử
Ngày 16 tháng 6 năm 2025, Ủy ban Thường vụ Quốc hội ban hành Nghị quyết số 1684/NQ-UBTVQH15 về việc sắp xếp các đơn vị hành chính cấp xã của tỉnh Tuyên Quang năm 2025. Theo đó, sắp xếp toàn bộ diện tích tự nhiên, quy mô dân số của xã Trung Trực, xã Phúc Ninh, xã Xuân Vân thành xã mới có tên gọi là xã Xuân Vân.